# Africa Eco Race 2013
Navigation
Édition précédente Édition suivante
L'Africa Eco Race 2013 est le 5e Africa Eco Race. Le départ fictif est donné à Saint-Cyprien le 27 décembre 2012. Le départ officiel se déroule à Nador au Maroc deux jours plus tard. Les concurrents arrivent à Dakar le 9 janvier 2013.

## Parcours

### Étapes
Ne sont indiquées que les distances totales (spéciales chronométrées + liaisons).
| Étape | Date             | Départ        | Arrivée       | Distance      |               |               |               |
|       | 27 décembre 2012 | Saint-Cyprien | Départ fictif | Départ fictif |               |               |               |
| 1     | 29 décembre 2012 | Nador         | Boudnib       | 658 km        |               |               |               |
| 2     | 30 décembre 2012 | Boudnib       | Tagounite     | 432 km        |               |               |               |
| 3     | 31 décembre 2012 | Tagounite     | Oued Draa     | 525 km        |               |               |               |
| 4     | 1er janvier 2013 | Oued Draa     | Gwirat Larjam | 451 km        |               |               |               |
| 5     | 2 janvier 2013   | Oued Hamra    | Dakhla        | 689 km        |               |               |               |
|       | 3 janvier 2013   | Dakhla        | Jour de repos | Jour de repos | Jour de repos | Jour de repos | Jour de repos |
| 6     | 4 janvier 2013   | Dakhla        | Chami         | 574 km        |               |               |               |
| 7     | 5 janvier 2013   | Chami         | Akjoujt       | 646 km        |               |               |               |
| 8     | 6 janvier 2013   | Akjoujt       | Akjoujt       | 477 km        |               |               |               |
| 9     | 7 janvier 2013   | Akjoujt       | Tenadi        | 459 km        |               |               |               |
| 11    | 8 janvier 2013   | Tenadi        | Koba          | 648 km        |               |               |               |
| 12    | 9 janvier 2013   | Koba          | Dakar         | 236 km        |               |               |               |

## Vainqueurs d'étapes
| Étape                         | Départ     | Arrivée       | Moto               | Auto                                     | Camion                                         |
| Départ fictif à Saint-Cyprien |            |               |                    |                                          |                                                |
| 1                             | Nador      | Boudnib       | Stefano Truchi     | Annulée                                  | Annulée                                        |
| 2                             | Boudnib    | Tagounite     | Stefano Truchi     | Jean-Louis Schlesser Cyril Esquirol      | Anton Shibalov Evgeny Yakovlev Dmitry Sotnikov |
| 3                             | Tagounite  | Oued Draa     | Guillaume Martens  | Jean-Louis Schlesser Cyril Esquirol      | Anton Shibalov Evgeny Yakovlev Dmitry Sotnikov |
| 4                             | Oued Draa  | Gwirat Larjam | Norbert Dubois     | Jean-Louis Schlesser Cyril Esquirol      | Elisabete Jacinto José Marques Marco Cochinho  |
| 5                             | Oued Hamra | Dakhla        | Martin Rabenlehner | Jerome Pelichet Xavier Panseri           | Anton Shibalov Evgeny Yakovlev Dmitry Sotnikov |
| Journée de repos à Dakhla     |            |               |                    |                                          |                                                |
| 6                             | Dakhla     | Chami         | Guillaume Martens  | Jean-Louis Schlesser Cyril Esquirol      | Anton Shibalov Evgeny Yakovlev Dmitry Sotnikov |
| 7                             | Chami      | Akjoujt       | Martin Fontyn      | Jean-Louis Schlesser Cyril Esquirol      | Anton Shibalov Evgeny Yakovlev Dmitry Sotnikov |
| 8                             | Akjoujt    | Akjoujt       | Guillaume Martens  | Jean-Louis Schlesser Cyril Esquirol      | Elisabete Jacinto José Marques Marco Cochinho  |
| 9                             | Akjoujt    | Tenadi        | Martin Fontyn      | Abdelhamid Abouyoussef Mahmoud Noureldin | Anton Shibalov Evgeny Yakovlev Dmitry Sotnikov |
| 10                            | Tenadi     | Koba          | Norbert Dubois     | Joost Van Cauwenberge Jacques Castelein  | Anton Shibalov Evgeny Yakovlev Dmitry Sotnikov |
| 11                            | Koba       | Dakar         | Norbert Dubois     | Jean-Louis Schlesser Cyril Esquirol      | Miklos Kovacs Peter Czegledi Tamas Toth        |

## Classements finaux

### Motos
| Pos. | Pilote            | Constructeur | Temps            | Écart            |
| 1    | Martin Fontyn     | KTM          | 54 h 24 min 49 s |                  |
| 2    | Guillaume Martens | KTM          |                  | + 32 min 25 s    |
| 3    | Patrick Arnoult   | Honda        |                  | + 2 h 4 min 37 s |

### Autos
| Pos. | Pilote                | Copilote          | Constructeur       | Temps           | Écart             |
| 1    | Jean-Louis Schlesser  | Cyril Esquirol    | Schlesser original | 37 h 9 min 45 s |                   |
| 2    | Yves Fromont          | Jean Fromont      | Buggy              |                 | + 5 h 47 min 36 s |
| 3    | Joost Van Cauwenberge | Jacques Castelein | Toyota             |                 | + 5 h 58 min 53 s |

### Camions
| Pos. | Pilote            | Copilote        | Mécanicien      | Constructeur | Temps            | Écart             |
| 1    | Anton Shibalov    | Evgeny Yakovlev | Dmitry Sotnikov | Kamaz        | 40 h 16 min 53 s |                   |
| 2    | Tomáš Tomeček     | Vojtech Moravek | Vojtech Moravek | Tatra        |                  | + 2 h 40 min 28 s |
| 3    | Elisabete Jacinto | José Marques    | Marco Cochinho  | MAN          |                  | + 4 h 26 min 21 s |